# Андреј Рубљов (тенисер)
Андреј Андрејевич Рубљов (рус. Андре́й Андре́евич Рублёв; Москва, 20. октобар 1997) је руски тенисер.

## Каријера
Рубљов је победио на Отвореном првенству Француске за јуниоре, поразио је Жуема Мунара у финалу. Освојио је бронзану медаљу у синглу и сребро у дублу на Олимпијским играма младих у Нанкингу 2014. године.
Има победе над играчима као што су Фернандо Вердаско, Григор Димитров, Давид Ферер и Давид Гофен. Освојио је титулу у дублу на Купу Кремља у Москви 2015. године у пару са Дмитријем Турсуновим и титулу у синглу 2017. на Отвореном првенству Хрватске у Умагу.
Најбољи пласман на АТП листи у синглу му је пето место од 13. септембра 2021. Освојио је четрнаест АТП титула у појединачној конкуренцији.

## Финала АТП мастерс 1000 серије

### Појединачно: 3 (1:2)
| Исход     | Бр. | Година | Турнир      | Подлога | Противник         | Резултат      |
| --------- | --- | ------ | ----------- | ------- | ----------------- | ------------- |
| Финалиста | 1.  | 2021.  | Монте Карло | Шљака   | Стефанос Циципас  | 3:6, 3:6      |
| Финалиста | 2.  | 2021.  | Синсинати   | Тврда   | Александар Зверев | 2:6, 3:6      |
| Победник  | 1.  | 2023.  | Монте Карло | Шљака   | Холгер Руне       | 5:7, 6:2, 7:5 |

### Парови: 4 (1:3)
| Исход     | Бр. | Година | Турнир       | Подлога   | Партнер       | Противници               | Резултат              |
| --------- | --- | ------ | ------------ | --------- | ------------- | ------------------------ | --------------------- |
| Финалиста | 1.  | 2018.  | Мајами       | Тврда     | Карен Хачанов | Боб Брајан Мајк Брајан   | 6:4, 6:7(5:7), [4:10] |
| Финалиста | 2.  | 2019.  | Париз        | Тврда (д) | Карен Хачанов | Пјер-Иг Ербер Никола Маи | 4:6, 1:6              |
| Финалиста | 3.  | 2021.  | Индијан Велс | Тврда     | Аслан Карацев | Џон Пирс Филип Полашек   | 3:6, 6:7(5:7)         |
| Победник  | 1.  | 2023.  | Мадрид       | Шљака     | Карен Хачанов | Рохан Бопана Метју Ебден | 6:3, 3:6, [10:3]      |

## Мечеви за олимпијске медаље

### Мешовити парови: 1 (1:0)
| Исход | Година | Турнир                   | Подлога | Партнерка               | Противници                   | Резултат               |
| ----- | ------ | ------------------------ | ------- | ----------------------- | ---------------------------- | ---------------------- |
| Злато | 2020.  | Олимпијске игре у Токију | Тврда   | Анастасија Пављученкова | Јелена Веснина Аслан Карацев | 6:3, 6:7(5:7), [13:11] |

## АТП финала

### Појединачно: 22 (14:8)
| Легенда                        |
| ------------------------------ |
| Гренд слем турнири (0:0)       |
| Завршно првенство сезоне (0:0) |
| АТП мастерс 1000 (1:2)         |
| АТП 500 (5:4)                  |
| АТП 250 (8:2)                  |

| Финала по подлози |
| ----------------- |
| Тврда (9:3)       |
| Шљака (5:3)       |
| Трава (0:2)       |

| Финала по локацији |
| ------------------ |
| Отворено (8:8)     |
| Дворана (6:0)      |

| Исход     | Бр. | Датум               | Турнир                  | Подлога   | Противник           | Резултат           |
| --------- | --- | ------------------- | ----------------------- | --------- | ------------------- | ------------------ |
| Победник  | 1.  | 23. јул 2017.       | Умаг, Хрватска          | Шљака     | Паоло Лоренци       | 6:4, 6:2           |
| Финалиста | 1.  | 6. јануар 2018.     | Доха, Катар             | Тврда     | Гаел Монфис         | 2:6, 3:6           |
| Финалиста | 2.  | 28. јул 2019.       | Хамбург, Немачка        | Шљака     | Николоз Басилашвили | 5:7, 6:4, 3:6      |
| Победник  | 2.  | 20. октобар 2019.   | Москва, Русија          | Тврда (д) | Адријан Манарино    | 6:4, 6:0           |
| Победник  | 3.  | 11. јануар 2020.    | Доха, Катар             | Тврда     | Корентен Муте       | 6:2, 7:6(7:3)      |
| Победник  | 4.  | 18. јануар 2020.    | Аделејд, Аустралија     | Тврда     | Лојд Харис          | 6:3, 6:0           |
| Победник  | 5.  | 27. септембар 2020. | Хамбург, Немачка        | Шљака     | Стефанос Циципас    | 6:4, 3:6, 7:5      |
| Победник  | 6.  | 18. октобар 2020.   | Санкт Петербург, Русија | Тврда (д) | Борна Ћорић         | 7:6(7:5), 6:4      |
| Победник  | 7.  | 1. новембар 2020.   | Беч, Аустрија           | Тврда (д) | Лоренцо Сонего      | 6:4, 6:4           |
| Победник  | 8.  | 7. март 2021.       | Ротердам, Холандија     | Тврда (д) | Мартон Фучович      | 7:6(7:4), 6:4      |
| Финалиста | 3.  | 18. април 2021.     | Монте Карло, Монако     | Шљака     | Стефанос Циципас    | 3:6, 3:6           |
| Финалиста | 4.  | 20. јун 2021.       | Хале, Немачка           | Трава     | Иго Имбер           | 3:6, 6:7(4:7)      |
| Финалиста | 5.  | 22. август 2021.    | Синсинати, САД          | Тврда     | Александар Зверев   | 2:6, 3:6           |
| Победник  | 9.  | 20. фебруар 2022.   | Марсеј, Француска       | Тврда (д) | Феликс Оже-Алијасим | 7:5, 7:6(7:4)      |
| Победник  | 10. | 26. фебруар 2022.   | Дубаи, УАЕ              | Тврда     | Јиржи Весели        | 6:3, 6:4           |
| Победник  | 11. | 24. април 2022.     | Београд, Србија         | Шљака     | Новак Ђоковић       | 6:2, 6:7(4:7), 6:0 |
| Победник  | 12. | 16. октобар 2022.   | Хихон, Шпанија          | Тврда (д) | Себастијан Корда    | 6:2, 6:3           |
| Финалиста | 6.  | 4. март 2023.       | Дубаи, УАЕ              | Тврда     | Данил Медведев      | 2:6, 2:6           |
| Победник  | 13. | 16. април 2023.     | Монте Карло, Монако     | Шљака     | Холгер Руне         | 5:7, 6:2, 7:5      |
| Финалиста | 7.  | 23. април 2023.     | Бањалука, БиХ           | Шљака     | Душан Лајовић       | 3:6, 6:4, 4:6      |
| Финалиста | 8.  | 25. јун 2023.       | Хале, Немачка (2)       | Трава     | Александар Бублик   | 3:6, 6:3, 3:6      |
| Победник  | 14. | 23. јул 2023.       | Бостад, Шведска         | Шљака     | Каспер Руд          | 7:6(7:3), 6:0      |

### Парови: 7 (4:3)
| Легенда                        |
| ------------------------------ |
| Гренд слем турнири (0:0)       |
| Завршно првенство сезоне (0:0) |
| АТП мастерс 1000 (1:3)         |
| АТП 500 (0:0)                  |
| АТП 250 (3:0)                  |

| Финала по подлози |
| ----------------- |
| Тврда (3:3)       |
| Шљака (1:0)       |
| Трава (0:0)       |

| Финала по локацији |
| ------------------ |
| Отворено (2:2)     |
| Дворана (2:1)      |

| Исход     | Бр. | Датум             | Турнир            | Подлога   | Партнер          | Противници                  | Резултат              |
| --------- | --- | ----------------- | ----------------- | --------- | ---------------- | --------------------------- | --------------------- |
| Победник  | 1.  | 25. октобар 2015. | Москва, Русија    | Тврда (д) | Дмитриј Турсунов | Раду Албот Франтишек Чермак | 2:6, 6:1, [10:6]      |
| Финалиста | 1.  | 31. март 2018.    | Мајами, САД       | Тврда     | Карен Хачанов    | Боб Брајан Мајк Брајан      | 6:4, 6:7(5:7), [4:10] |
| Финалиста | 2.  | 3. новембар 2019. | Париз, Француска  | Тврда (д) | Карен Хачанов    | Пјер-Иг Ербер Никола Маи    | 4:6, 1:6              |
| Победник  | 2.  | 12. март 2021.    | Доха, Катар       | Тврда     | Аслан Карацев    | Маркус Данијел Филип Освалд | 7:5, 6:4              |
| Финалиста | 3.  | 17. октобар 2021. | Индијан Велс, САД | Тврда     | Аслан Карацев    | Џон Пирс Филип Полашек      | 3:6, 6:7(5:7)         |
| Победник  | 3.  | 20. фебруар 2022. | Марсеј, Француска | Тврда (д) | Денис Молчанов   | Равен Класен Бен Маклаклан  | 4:6, 7:5, [10:7]      |
| Победник  | 4.  | 6. мај 2023.      | Мадрид, Шпанија   | Шљака     | Карен Хачанов    | Рохан Бопана Метју Ебден    | 6:3, 3:6, [10:3]      |

## АТП финале следеће генерације

### Појединачно: 1 (0:1)
| Исход     | Бр. | Датум              | Турнир          | Подлога   | Противник | Резултат                     |
| --------- | --- | ------------------ | --------------- | --------- | --------- | ---------------------------- |
| Финалиста | 1.  | 11. новембар 2017. | Милано, Италија | Тврда (д) | Хјон Чунг | 4:3(7:5), 3:4(2:7), 2:4, 2:4 |

## Остала финала

### Тимска такмичења: 2 (2:0)
| Исход    | Бр. | Датум             | Турнир                       | Подлога   | Партнери                                                    | Противници                                                      | Резултат | Извор |
| -------- | --- | ----------------- | ---------------------------- | --------- | ----------------------------------------------------------- | --------------------------------------------------------------- | -------- | ----- |
| Победник | 1.  | 7. фебруар 2021.  | АТП куп, Мелбурн, Аустралија | Тврда     | Данил Медведев Јевгениј Донској Аслан Карацев               | Матео Беретини Фабио Фоњини Симоне Болели Андреа Вавасори       | 2:0      | [ 2 ] |
| Победник | 2.  | 5. децембар 2021. | Дејвис куп, Мадрид, Шпанија  | Тврда (д) | Данил Медведев Аслан Карацев Карен Хачанов Јевгениј Донској | Марин Чилић Нино Сердарушић Борна Гојо Мате Павић Никола Мектић | 2:0      | [ 3 ] |